# 将台站
将台站是北京地铁14号线上的一座车站，于2014年12月28日随14号线东段开通一同投入使用。车站位于北京市朝阳区将台地区酒仙桥路、将台西路交叉口。

## 位置
将台站位于东北四环外，将台路（东西向）与酒仙桥路（南北向）交叉口南侧，呈南北走向。

## 结构

### 车站楼层
14号线本站因所在地区地面现状道路狭窄，地下管线密布，不便施工，尝试了大直径盾构扩挖的方法。大直径盾构试验区间由东风北桥站起，至望京南站止，中间的高家园站与将台站均采用扩挖方式修建。由外径10.22米的双线盾构隧道扩挖成站台，再在站台东侧规划绿地内明挖修建地下三层的车站站厅及设备用房，并修建通道连接站台和外挂结构。站台部分为地下一层双连拱侧式站台车站，结构全长171米，站台宽4.5米。
| 地面层          | 出入口                       | A—C出入口                        |
| 地下一层 站厅层 | 站厅                         | 票务服务、自动售票机、一卡通充值 |
| 地下一层 站厅层 | 设备用房                     | 与站厅共构                       |
| 地下二层 站台层 | 侧式站台，右側開门           | 侧式站台，右側開门               |
| 地下二层 站台层 | █ 14号线往张郭庄（东风北桥） |                                  |
| 地下二层 站台层 | █ 14号线往善各庄（望京南）   |                                  |
| 地下二层 站台层 | 侧式站台，右側開门           |                                  |

### 站厅
将台站的站厅主体位于酒仙桥路东侧，分为南北两部分且仅在付费区内相连。站厅西端设有两条向西延伸的通道，连接前往西站台的扶梯。

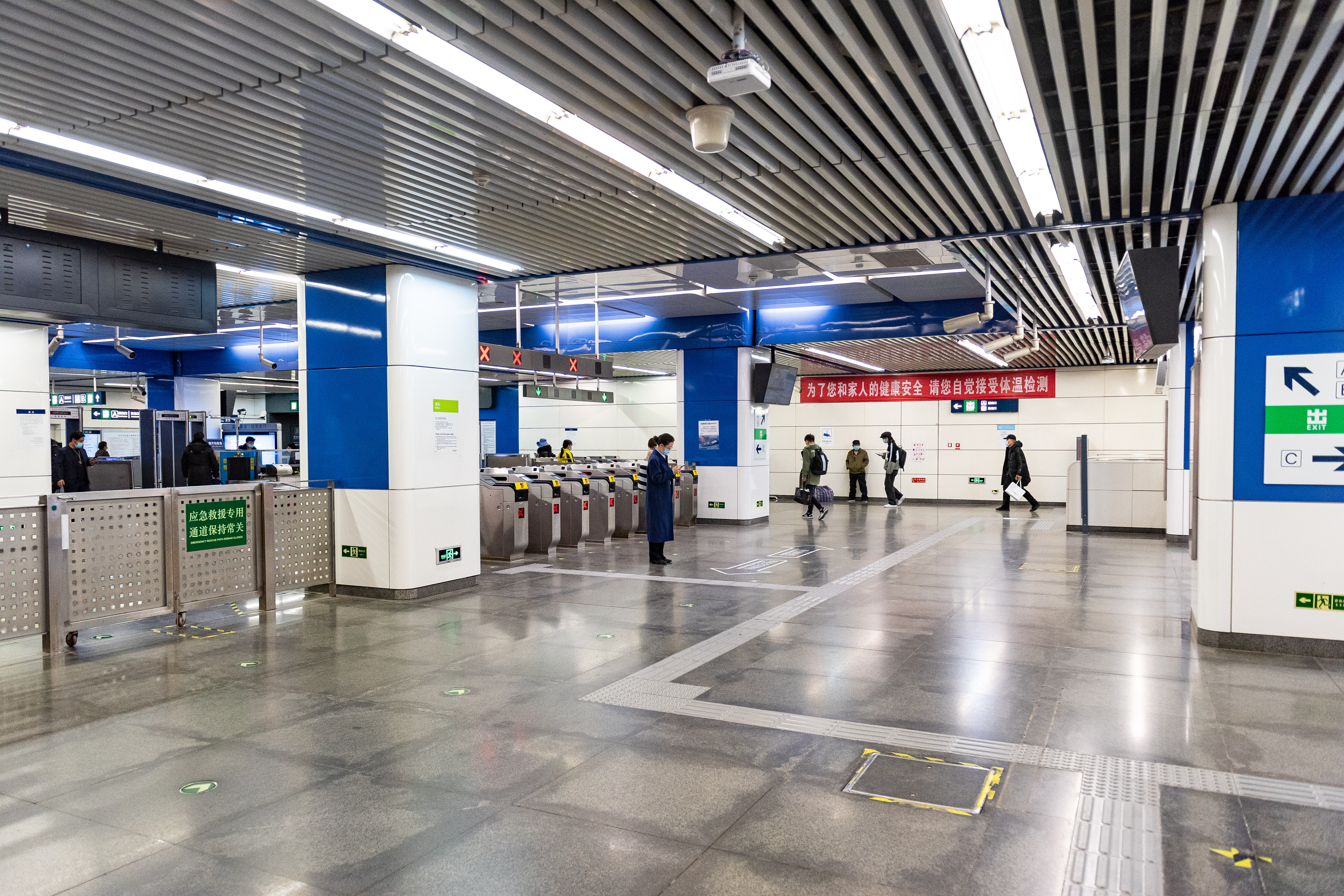
北站厅（2021年3月摄）
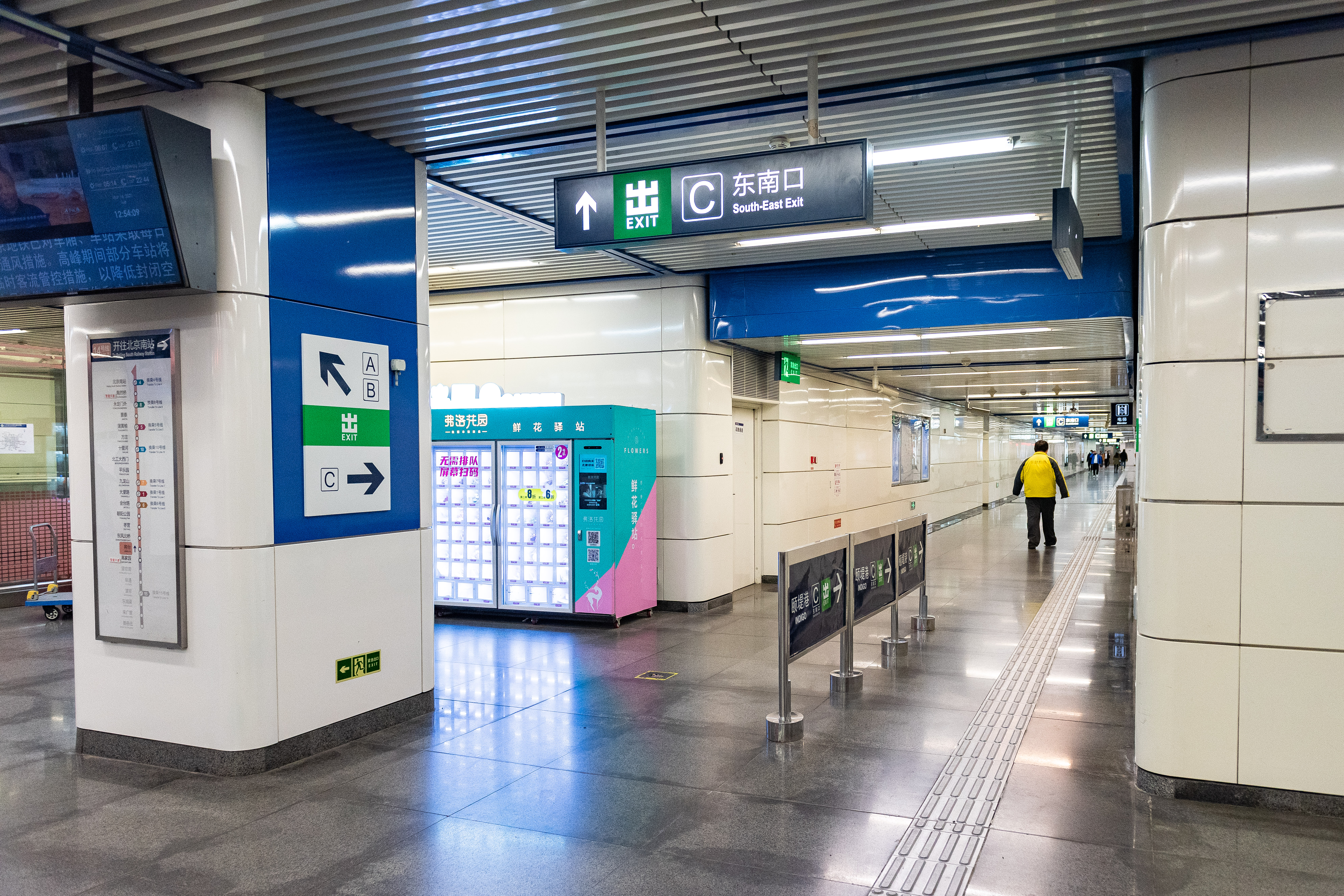
南北站厅联络通道（北站厅一侧，2021年3月摄）
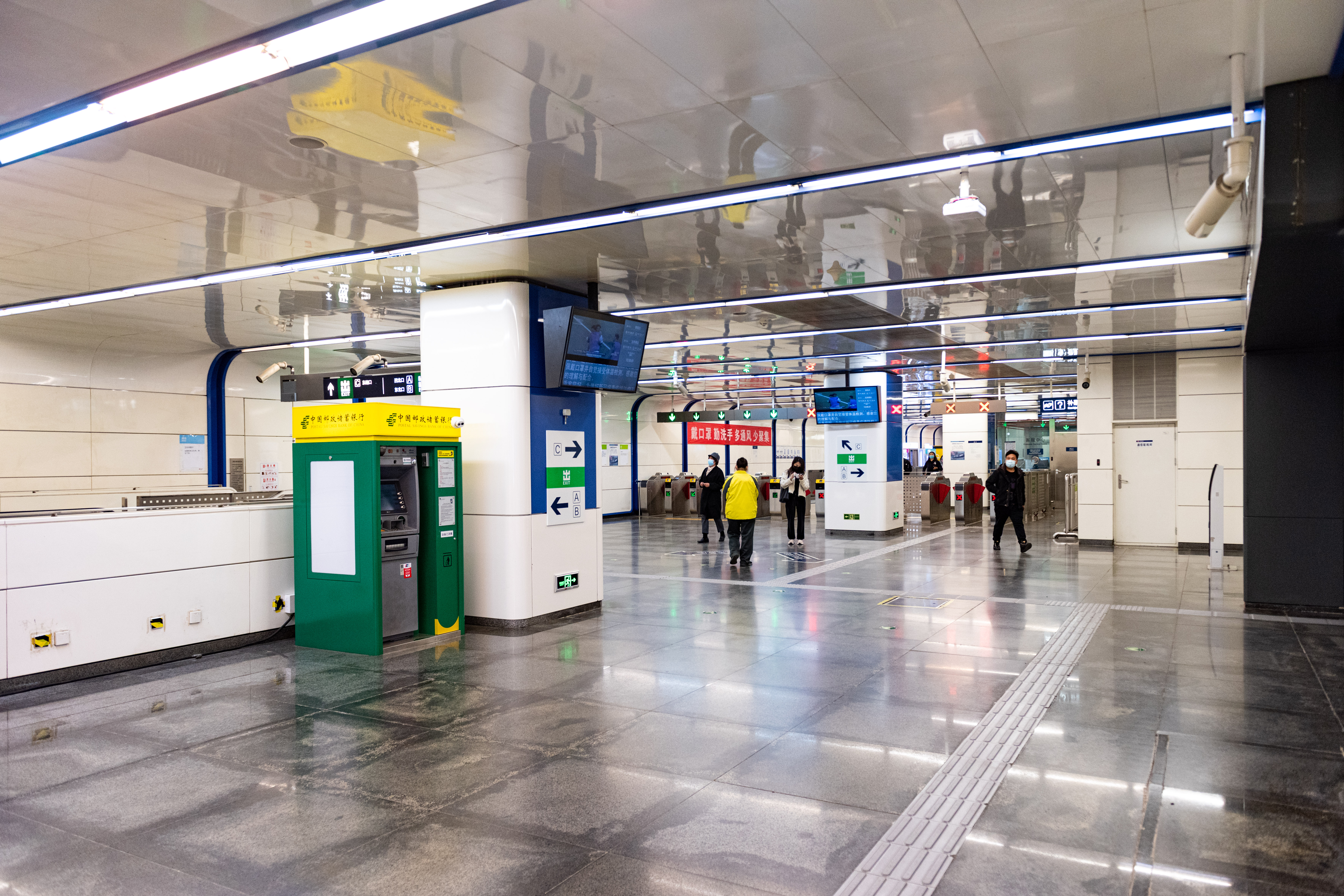
南站厅（2021年3月摄）

### 站台
将台站在酒仙桥路西侧地底设有2个侧式站台，西站台（张郭庄方向）北侧设有通往站厅的升降电梯，东站台（善各庄方向）设有两条向东延伸的通道，连接前往站厅的扶梯。本站月台北端设有一条渡线。

### 出入口
车站设有3个出入口。
|                       |          |                                                                    |      |            |
| 编号                  | 指示     | 建议前往的目的地                                                   | 照片 | 无障碍设施 |
| 出口 · A              | 酒仙桥路 | 酒仙桥路、恒通国际商务园、毕淘买生活广场、普天实业创新园、兆维大厦 |      | 不適用     |
| 出口 · B · 升降机标志 | 将台路   | 酒仙桥路、将台路、将台·新港中心                                    |      |            |
| 出口 · C              | 酒仙桥路 | 酒仙桥路、颐堤港、将台地区人民政府                                 |      | 不適用     |
| 註： 設有             |          |                                                                    |      |            |

- 站厅至B口的通道（2016年9月摄）
- C口设有通往颐堤港的通道（2018年6月摄）

## 利用状况
京港地铁在各大公众假期的客运量统计结果显示，本站的进出站量在14号线各站中处于较高水平。